# Matrice esponenziale
In algebra lineare, l'esponenziale di matrice è la funzione di matrice corrispondente alla funzione esponenziale di una matrice quadrata.
La matrice esponenziale compare ad esempio nella risoluzione dei sistemi lineari di equazioni differenziali. Ha quindi un'importante applicazione nella teoria dei sistemi e nella teoria dei controlli automatici.

## Definizione
Sia {\displaystyle A} una matrice quadrata {\displaystyle n\times n} a coefficienti reali o complessi. La matrice esponenziale di {\displaystyle A}, indicata con {\displaystyle e^{A}}, è una matrice quadrata {\displaystyle n\times n} ottenuta con lo sviluppo in serie di potenze:
{\displaystyle e^{A}=\sum _{k=0}^{\infty }{\frac {A^{k}}{k!}}.}
Si tratta di una serie che è sempre convergente, quindi la matrice esponenziale è ben definita. Si nota che se {\displaystyle A} è una matrice {\displaystyle 1\times 1} (quindi {\displaystyle A} è un numero reale o complesso), la serie della matrice esponenziale corrisponde alla definizione formale della funzione esponenziale.

## Proprietà
La matrice esponenziale definisce una funzione:
{\displaystyle \exp \colon M_{n}(\mathbb {C} )\to \mathrm {GL} (n,\mathbb {C} )}
dallo spazio delle matrici {\displaystyle n\times n} al gruppo generale lineare di grado {\displaystyle n}, ossia il gruppo delle matrici invertibili. Si tratta di una mappa suriettiva, infatti ogni matrice invertibile può essere scritta come l'esponenziale di qualche altra matrice (considerando il campo complesso).
Date due matrici {\displaystyle X} e {\displaystyle Y}, si ha:
{\displaystyle \|e^{X+Y}-e^{X}\|\leq \|Y\|e^{\|X\|}e^{\|Y\|},}
con {\displaystyle \|\cdot \|} la norma matriciale. Segue che la matrice esponenziale è continua e lipschitziana su sottoinsiemi compatti di {\displaystyle M_{n}(\mathbb {C} )}.
Siano {\displaystyle X} e {\displaystyle Y} due matrici complesse di dimensione {\displaystyle n\times n} e siano {\displaystyle a} e {\displaystyle b} due numeri complessi. Si indica la matrice identità con {\displaystyle I} e la matrice nulla con 0. La matrice esponenziale soddisfa le seguenti proprietà:
- {\displaystyle e^{0}=I.}
- {\displaystyle e^{aX}e^{bX}=e^{(a+b)X}.}
- {\displaystyle e^{X}e^{-X}=I.}
- Se {\displaystyle AB=BA}, allora {\displaystyle e^{A}e^{B}=e^{A+B}}.
- Se {\displaystyle Y} è invertibile allora {\displaystyle e^{YXY^{-1}}=Ye^{X}Y^{-1}}.
- {\displaystyle \det(e^{X})=e^{\mathrm {tr} (X)}.}
- {\displaystyle e^{X^{T}}=(e^{X})^{T}}, dove {\displaystyle X^{T}} indica la matrice trasposta di {\displaystyle X}. Ne segue che se {\displaystyle X} è una matrice simmetrica allora {\displaystyle e^{X}} è simmetrica; inoltre se {\displaystyle X} è una matrice antisimmetrica allora {\displaystyle e^{X}} è una matrice ortogonale.
- {\displaystyle e^{X^{*}}=(e^{X})^{*}}, dove {\displaystyle X^{*}} indica la matrice trasposta coniugata di {\displaystyle X}. Ne segue che se {\displaystyle X} è una matrice hermitiana allora {\displaystyle e^{X}} è una matrice hermitiana; inoltre se {\displaystyle X} è una matrice antihermitiana allora {\displaystyle e^{X}} è una matrice unitaria.
- L'esponenziale di una matrice è sempre una matrice invertibile, in analogia con il fatto che l'esponenziale di un numero complesso non è mai nullo.

### Derivata
La funzione:
{\displaystyle t\mapsto e^{tX}\qquad t\in \mathbb {R} }
definisce una curva liscia nel gruppo generale lineare che passa per l'identità se {\displaystyle t=0}. La derivata in {\displaystyle t} è data da:
{\displaystyle {\frac {d}{dt}}e^{tX}=Xe^{tX}=e^{tX}X.}
Più in generale, per un esponente dipendente da {\displaystyle t}:
{\displaystyle {\frac {d}{dt}}e^{X(t)}=\int _{0}^{1}e^{\alpha X(t)}{\frac {dX(t)}{dt}}e^{(1-\alpha )X(t)}\,d\alpha .}
Portando {\displaystyle e^{X(t)}} fuori dall'integrale, ed espandendo quest'ultimo tramite la formula di Baker-Campbell-Hausdorff, si ottiene l'espressione:
{\displaystyle \left({\frac {d}{dt}}e^{X(t)}\right)e^{-X(t)}={\frac {d}{dt}}X(t)+{\frac {1}{2!}}[X(t),{\frac {d}{dt}}X(t)]+{\frac {1}{3!}}[X(t),[X(t),{\frac {d}{dt}}X(t)]]+\cdots .}

### Determinante
Per ogni matrice quadrata sul campo dei numeri complessi si ha, grazie alla formula di Jacobi:
{\displaystyle \det(e^{A})=e^{\operatorname {tr} (A)}.}
Tale formula mostra che una matrice esponenziale è sempre invertibile, dato che il termine a destra non è mai nullo e quindi il determinante non è mai nullo.
Nel campo dei numeri reali la mappa:
{\displaystyle \exp \colon M_{n}(\mathbb {R} )\to \mathrm {GL} (n,\mathbb {R} )}
non è invece suriettiva.

## Calcolo della matrice esponenziale
Per il calcolo della matrice esponenziale {\displaystyle e^{A}} non viene utilizzata la serie di potenze dato che è costituita da una sommatoria di infiniti addendi. Utilizzando gli autovettori si ricava una serie con un numero finito di termini.
Considerando la diagonalizzabilità della matrice {\displaystyle A} si hanno due casi distinti.

### Caso di matrice diagonalizzabile
Se la matrice {\displaystyle A} è diagonalizzabile significa che ha {\displaystyle n} autovettori linearmente indipendenti {\displaystyle \mathbf {t} _{1},\mathbf {t} _{2},\dots ,\mathbf {t} _{n}}. Si può quindi scrivere:
{\displaystyle {\begin{matrix}A\mathbf {t} _{1}=\mathbf {t} _{1}\lambda _{1}\\A\mathbf {t} _{2}=\mathbf {t} _{2}\lambda _{2}\\\vdots \\A\mathbf {t} _{n}=\mathbf {t} _{n}\lambda _{n}\end{matrix}},}
con {\displaystyle \mathbf {t} _{i}} autovettore associato all'autovalore {\displaystyle \lambda _{i}}. Si raggruppano tutti gli autovettori in un'unica matrice:
{\displaystyle [{\begin{matrix}A\mathbf {t} _{1}&\dots &A\mathbf {t} _{n}\end{matrix}}]=[{\begin{matrix}\mathbf {t} _{1}\lambda _{1}&\dots &\mathbf {t} _{n}\lambda _{n}\end{matrix}}]}
{\displaystyle A[{\begin{matrix}\mathbf {t} _{1}&\dots &\mathbf {t} _{n}\end{matrix}}]=[{\begin{matrix}\mathbf {t} _{1}&\dots &\mathbf {t} _{n}\end{matrix}}]{\begin{bmatrix}\lambda _{1}&0&0&0&\dots \\0&\lambda _{2}&0&0&\dots \\0&0&\lambda _{3}&0&\dots \\\vdots &\vdots &\vdots &\ddots &\vdots \\0&0&0&\dots &\lambda _{n}\\\end{bmatrix}}.}
Ponendo la matrice formata dagli autovettori pari a {\displaystyle T} e la matrice diagonale degli autovalori pari a {\displaystyle \Lambda } si ottiene:
{\displaystyle AT=T\Lambda .}
Introducendo la matrice {\displaystyle S=T^{-1}}, inversa di {\displaystyle T}, si ottengono le seguenti relazioni:
{\displaystyle SAT=\Lambda \qquad A=T\Lambda S\qquad SA=\Lambda S.}
Dalla seconda relazione si ricava:
{\displaystyle A^{k}=(T\Lambda S)^{k}=T\cdot \Lambda \cdot S\cdot T\cdot \Lambda \cdot S\dots =T\Lambda ^{k}S.}
Quindi:
{\displaystyle e^{A}=\sum _{k=0}^{\infty }{\frac {A^{k}}{k!}}=T\left[\sum _{k=0}^{\infty }{\frac {\Lambda ^{k}}{k!}}\right]S=Te^{\Lambda }S.}
Si calcola {\displaystyle e^{\Lambda }}:
{\displaystyle e^{\Lambda }=\sum _{k=0}^{\infty }{\frac {\Lambda ^{k}}{k!}}=I+{\begin{bmatrix}\lambda _{1}&0&0&\dots \\0&\lambda _{2}&0&\dots \\\vdots &\vdots &\ddots &\vdots \\0&0&\dots &\lambda _{n}\\\end{bmatrix}}{\frac {1}{1!}}+{\begin{bmatrix}\lambda _{1}^{2}&0&0&\dots \\0&\lambda _{2}^{2}&0&\dots \\\vdots &\vdots &\ddots &\vdots \\0&0&\dots &\lambda _{n}^{2}\\\end{bmatrix}}{\frac {1}{2!}}+\dots =}
{\displaystyle ={\begin{bmatrix}1+{\frac {\lambda _{1}}{1!}}+{\frac {\lambda _{1}^{2}}{2!}}+\dots &0&0&\dots \\0&1+{\frac {\lambda _{2}}{1!}}+{\frac {\lambda _{2}^{2}}{2!}}+\dots &0&\dots \\\vdots &\vdots &\ddots &\vdots \\0&0&\dots &1+{\frac {\lambda _{n}}{1!}}+{\frac {\lambda _{n}^{2}}{2!}}+\dots \\\end{bmatrix}}={\begin{bmatrix}e^{\lambda _{1}}&0&0&\dots \\0&e^{\lambda _{2}}&0&\dots \\\vdots &\vdots &\ddots &\vdots \\0&0&\dots &e^{\lambda _{n}}\\\end{bmatrix}}.}
Si considera ora l'ultima relazione precedentemente ricavata e si applica la trasposta:
{\displaystyle SA=\Lambda S\Rightarrow (SA)^{T}=(\Lambda S)^{T}\Rightarrow A^{T}S^{T}=S^{T}\Lambda ^{T}\Rightarrow A^{T}S^{T}=S^{T}\Lambda .}
Si può quindi scrivere:
{\displaystyle A^{T}[{\begin{matrix}\mathbf {s} _{1}^{T}&\dots &\mathbf {s} _{n}^{T}\end{matrix}}]=[{\begin{matrix}\mathbf {s} _{1}^{T}&\dots &\mathbf {s} _{n}^{T}\end{matrix}}]{\begin{bmatrix}\lambda _{1}&0&0&0&\dots \\0&\lambda _{2}&0&0&\dots \\0&0&\lambda _{3}&0&\dots \\\vdots &\vdots &\vdots &\ddots &\vdots \\0&0&0&\dots &\lambda _{n}\\\end{bmatrix}}.}
Si nota quindi che gli {\displaystyle \mathbf {s} _{n}^{T}} sono autovettori sinistri di {\displaystyle A}. Si può quindi partizionare la matrice {\displaystyle S} per righe:
{\displaystyle S=\left[{\begin{matrix}\mathbf {s} _{1}^{T}\\\mathbf {s} _{2}^{T}\\\vdots \\\mathbf {s} _{n}^{T}\end{matrix}}\right].}
In questo modo si ottiene:
{\displaystyle e^{A}=[{\begin{matrix}\mathbf {t} _{1}&\dots &\mathbf {t} _{n}\end{matrix}}]{\begin{bmatrix}e^{\lambda _{1}}&0&\dots \\\vdots &\ddots &\vdots \\0&\dots &e^{\lambda _{n}}\\\end{bmatrix}}\left[{\begin{matrix}\mathbf {s} _{1}^{T}\\\vdots \\\mathbf {s} _{n}^{T}\end{matrix}}\right]=\mathbf {t} _{1}e^{\lambda _{1}}\mathbf {s} _{1}^{T}+\mathbf {t} _{2}e^{\lambda _{2}}\mathbf {s} _{2}^{T}+\dots +\mathbf {t} _{n}e^{\lambda _{n}}\mathbf {s} _{n}^{T}.}
In conclusione, nel caso {\displaystyle A} sia diagonalizzabile, si ha:
{\displaystyle e^{A}=\sum _{k=1}^{n}\mathbf {t} _{k}\cdot \mathbf {s} _{k}^{T}\cdot e^{\lambda _{k}},}
con {\displaystyle \mathbf {t} _{k}} autovettore destro e {\displaystyle \mathbf {s} _{k}^{T}} autovettore sinistro, entrambi associati all'autovalore {\displaystyle \lambda _{k}.}

### Il caso diAnon diagonalizzabile
Se {\displaystyle A} non è diagonalizzabile si ricorre alla forma di Jordan. In questo caso si ha {\displaystyle A=TJS}, con {\displaystyle J} matrice diagonale a blocchi:
{\displaystyle J={\begin{bmatrix}J_{1}&0&0&\cdots \\0&J_{2}&0&\cdots \\\vdots &\vdots &\ddots &\cdots \\0&0&\cdots &J_{k}\end{bmatrix}},}
dove il {\displaystyle k}-esimo blocco è della forma:
{\displaystyle J_{k}={\begin{bmatrix}\lambda _{k}&1&0&\cdots \\0&\lambda _{k}&1&\cdots \\\vdots &\vdots &\ddots &1\\0&0&\cdots &\lambda _{k}\end{bmatrix}}={\begin{bmatrix}\lambda _{k}&0&0&\cdots \\0&\lambda _{k}&0&\cdots \\\vdots &\vdots &\ddots &0\\0&0&\cdots &\lambda _{k}\end{bmatrix}}+{\begin{bmatrix}0&1&0&\cdots \\0&0&1&\cdots \\\vdots &\vdots &\ddots &1\\0&0&\cdots &0\end{bmatrix}}=\Lambda _{k}+J_{k0}.}
Le matrici {\displaystyle J_{k}} vengono detti blocchi di Jordan. Utilizzando il procedimento seguito nel caso di {\displaystyle A} diagonalizzabile si ottiene:
{\displaystyle e^{A}=Te^{J}S,}
dove:
{\displaystyle e^{J}={\begin{bmatrix}e^{J_{1}}&0&0&\cdots \\0&e^{J_{2}}&0&\cdots \\\vdots &\vdots &\ddots &\cdots \\0&0&\cdots &e^{J_{k}}\end{bmatrix}}.}
Si nota che il prodotto delle matrici {\displaystyle \Lambda _{k}} e {\displaystyle J_{k0}} è commutativo. Si può quindi scrivere:
{\displaystyle e^{J_{k}}=e^{\lambda _{k}I}e^{J_{k0}}.}
Si calcola ora {\displaystyle e^{J_{k0}}}:
{\displaystyle e^{J_{k0}}=\sum _{k=0}^{\infty }{\frac {J_{k0}^{k}}{k!}}.}
Si verifica facilmente che {\displaystyle J_{k0}^{k}} si calcola spostando in alto e a destra la diagonale formata dagli 1:
{\displaystyle J_{k0}={\begin{bmatrix}0&1&0&0&\dots \\0&0&1&0&\dots \\0&0&0&1&\dots \\\vdots &\vdots &\vdots &\ddots &1\\0&0&0&\dots &0\end{bmatrix}},\qquad J_{k0}^{2}={\begin{bmatrix}0&0&1&\dots &0\\0&0&0&1&\vdots \\0&0&0&\dots &\vdots \\\vdots &\vdots &\vdots &\ddots &\vdots \\0&0&0&\dots &0\end{bmatrix}},}
{\displaystyle J_{k0}^{\nu _{k}-1}={\begin{bmatrix}0&0&0&\dots &1\\0&0&0&\dots &0\\0&0&0&\dots &0\\\vdots &\vdots &\vdots &\ddots &\vdots \\0&0&0&\dots &0\end{bmatrix}},\qquad J_{k0}^{\nu _{k}}={\begin{bmatrix}0&0&0&\dots &0\\0&0&0&\dots &0\\0&0&0&\dots &0\\\vdots &\vdots &\vdots &\ddots &\vdots \\0&0&0&\dots &0\end{bmatrix}},}
dove {\displaystyle \nu _{k}} è la dimensione di {\displaystyle J_{k0}}. Per potenze superiori a {\displaystyle \nu _{k}} si ha la matrice nulla. Quindi:
{\displaystyle e^{J_{k0}}=\sum _{k=0}^{\nu _{k}-1}{\frac {J_{k0}^{k}}{k!}}.}
Inoltre:
{\displaystyle e^{\lambda _{k}I}={\begin{bmatrix}e^{\lambda _{k}}&0&0&0&\dots \\0&e^{\lambda _{k}}&0&0&\dots \\0&0&e^{\lambda _{k}}&0&\dots \\\vdots &\vdots &\vdots &\ddots &\vdots \\0&0&0&\dots &e^{\lambda _{k}}\end{bmatrix}}=e^{\lambda _{k}}I.}
Quindi il {\displaystyle k}-esimo blocco di {\displaystyle e^{J}} ha la seguente espressione:
{\displaystyle e^{J_{k}}=e^{\lambda _{k}I}e^{J_{k0}}=\sum _{k=0}^{\nu _{k}-1}{\frac {J_{k0}^{k}}{k!}}e^{\lambda _{k}}.}
La matrice esponenziale vale:
{\displaystyle e^{A}=[{\begin{matrix}T_{1}&\dots &T_{s}\end{matrix}}]{\begin{bmatrix}e^{J_{1}}&0&\dots \\\vdots &\ddots &\vdots \\0&\dots &e^{J_{n}}\\\end{bmatrix}}\left[{\begin{matrix}S_{1}^{T}\\\vdots \\S_{s}^{T}\end{matrix}}\right]=\sum _{k=1}^{s}[T_{k}e^{J_{k}}S_{k}^{T}]=\sum _{k=1}^{s}\sum _{i=1}^{\nu _{k}-1}{\frac {T_{k}J_{k0}^{i}S_{k}^{T}}{i!}}e^{\lambda _{k}},}
dove {\displaystyle T_{k}\in \mathbb {R} ^{n\times \nu _{k}}} e {\displaystyle S_{k}^{T}\in \mathbb {R} ^{\nu _{k}\times n}}. La matrice {\displaystyle T} non è costituita dagli autovettori di {\displaystyle A}. Il calcolo della matrice di trasformazione {\displaystyle T} è più complesso rispetto al caso di {\displaystyle A} diagonalizzabile.

### Caso di matrice 2x2
Se la matrice {\displaystyle A} è {\displaystyle 2\times 2}, può essere decomposta rispetto alle matrici di Pauli {\displaystyle \sigma _{1}={\bigl (}{\begin{smallmatrix}0&1\\1&0\end{smallmatrix}}{\bigr )},} {\displaystyle \sigma _{2}={\bigl (}{\begin{smallmatrix}0&i\\-i&0\end{smallmatrix}}{\bigr )},} {\displaystyle \sigma _{3}={\bigl (}{\begin{smallmatrix}1&0\\0&-1\end{smallmatrix}}{\bigr )},} attraverso opportuni coefficienti complessi {\displaystyle r_{0},r_{1},r_{2},r_{3}} nel modo seguente:
{\displaystyle A=r_{0}I+\sum _{i=1}^{3}r_{i}\sigma _{i}=\left({\begin{matrix}r_{0}+r_{3}&r_{1}+ir_{2}\\r_{1}-ir_{2}&r_{0}-r_{3}\end{matrix}}\right).}
Allora vale:
{\displaystyle \exp(A)=e^{r_{0}}\left(\cosh r+{\hat {r}}\cdot {\vec {\sigma }}\sinh r\right),}
dove:
{\displaystyle r={\sqrt {r_{1}^{2}+r_{2}^{2}+r_{3}^{2}}},\quad {\hat {r}}={\frac {1}{r}}(r_{1},r_{2},r_{3}),\quad {\vec {\sigma }}=(\sigma _{1},\sigma _{2},\sigma _{3}),\quad {\hat {r}}\cdot {\vec {\sigma }}={\frac {r_{1}}{r}}\sigma _{1}+{\frac {r_{2}}{r}}\sigma _{2}+{\frac {r_{3}}{r}}\sigma _{3}.}

#### Dimostrazione
Sia {\displaystyle {\vec {r}}=(r_{1},r_{2},r_{3}).} Utilizzando le proprietà delle matrici di Pauli
{\displaystyle \sigma _{i}^{2}=I}
e
{\displaystyle \sigma _{i}\sigma _{j}+\sigma _{j}\sigma _{i}=2\delta _{ij},}
dove {\displaystyle \delta _{ij}} è la funzione delta di Kronecker, si ha: 
{\displaystyle ({\vec {r}}\cdot {\vec {\sigma }})^{2}=\sum _{i=1}^{3}r_{i}^{2}\sigma _{i}^{2}+\sum _{i=1}^{3}\sum _{j\not =i}r_{i}r_{j}\sigma _{i}\sigma _{j}=\sum _{i=1}^{3}r_{i}^{2}I+\sum _{i=1}^{3}\sum _{j\not =i}r_{i}r_{j}{\frac {1}{2}}(\sigma _{i}\sigma _{j}+\sigma _{j}\sigma _{i})=r^{2}I+0.}
Per cui:
{\displaystyle \exp(A)=e^{r_{0}}\sum _{n=0}^{\infty }{\frac {1}{n!}}({\vec {r}}\cdot {\vec {\sigma }})^{n}=e^{r_{0}}\,\left[\sum _{n=0}^{\infty }{\frac {r^{2n}}{(2n)!}}I+{\frac {{\vec {r}}\cdot {\vec {\sigma }}}{r}}\sum _{n=0}^{\infty }{\frac {r^{2n+1}}{(2n+1)!}}\right]=e^{r_{0}}(I\cosh r+{\hat {r}}\cdot {\vec {\sigma }}\sinh r).}

## Applicazione ai sistemi di equazioni differenziali
La funzione esponenziale di una matrice viene frequentemente utilizzata per risolvere sistemi di equazioni differenziali. La soluzione del problema ai valori iniziali del primo ordine:
{\displaystyle y'(t)=Ay(t),\qquad y(0)=y_{0},}
in cui {\displaystyle A} è una matrice costante (cioè di coefficienti costanti), è data da:
{\displaystyle y(t)=e^{At}y_{0}.}
Si può anche utilizzare la funzione esponenziale di una matrice per studiare l'equazione non omogenea:
{\displaystyle y'(t)=Ay(t)+z(t),\qquad y(0)=y_{0}.}
Non esiste invece nessuna soluzione in forma chiusa per equazioni del tipo:
{\displaystyle y'(t)=A(t)y(t),\qquad y(0)=y_{0},}
con {\displaystyle A} non costante, tuttavia è possibile trovare una soluzione nella forma di somma infinita.